# Rallye Italien 2022
Die 19. Rallye Italien war der 5. Lauf zur FIA-Rallye-Weltmeisterschaft 2022. Sie dauerte vom 2. bis zum 5. Juni und es wurden insgesamt 21 Wertungsprüfungen (WP) geplant, wovon die achte (nach Unfall) und die neunte WP (Verzögerungen im Zeitplan) gestrichen wurden.

## Bericht
Am Freitagmorgen übernahm Ott Tänak (Hyundai) die Führung von Elfyn Evans (Toyota), der nach Kühlerproblemen den Rallye-Tag beenden musste. Im Verlauf der weiteren Wertungsprüfungen (WP) ging Esapekka Lappi (Toyota) in Führung und gab diese nicht mehr ab. Mit nur 0,7 Sekunden Vorsprung auf Tänak übernachtete Lappi als Führender im Gesamtklassement. Der Samstag begann mit einem Unfall von Lappi. Ein groẞer Stein brachte sein Auto aus der Ideallinie, Lappi schlug einige Male links und rechts am Straßenrand an, dabei riss ein Rad an seinem Fahrzeug ab. Tänak seinerseits fuhr in neun von 19 WP Bestzeit und gewann auf Sardinien. Der zweite Rang sicherte sich Craig Breen (M-Sport-Ford). Breens erster Sieg in der Rallye-WM scheiterte nur am starken Tänak. Dani Sordo belegte mit dem Hyundai i20 N Rally1 den dritten Rang und rundete das erfolgreiche Wochenende für das Werksteam ab. Sein bestes Resultat in der obersten Rallye-Klasse erzielte Pierre-Louis Loubet mit Platz vier. Wegen eines Reifenschadens verpasste der M-Sport-Fahrer den dritten Rang. Der führende in der WM-Tabelle Kalle Rovanperä (Toyota) musste sich mit dem fünften Rang zufriedengeben, nachdem er drei Mal hintereinander gewonnen hatte. Er konnte seinen Vorsprung in der WM um 55 Punkte ausbauen, da Thierry Neuville (Hyundai) mehrere Pannen hatte während der Rallye Sardinien. In der zweiten WP hatte Neuville kaum Sicht wegen des aufgewirbelten Staubs des vor ihm gestarteten. In den folgenden WP wurde der Startintervall verlängert. Danach gab es Probleme mit dem Antriebsstrang und am Samstag stand ihm ein Hund im Wege. In der 12. Wertungsprüfung folgte ein Unfall mit Überschlag. Trotzdem konnte Neuville die Powerstage und damit wenigstens noch fünf Weltmeisterschaftspunkte gewinnen.

## Klassifikationen

### WRC-Endergebnis
| WRC |                     |                            |                        |          |           |               |      |
| 1   | Ott Tänak           | Martin Järveoja            | Hyundai i20 N Rally1   | WRC RC1  | 3:10.59.1 | 0.00:0 0:00.0 | 25   |
| 2   | Craig Breen         | Paul Nagle                 | Ford Puma Rally1       | WRC RC1  | 3:12:02.3 | 1:03.2        | 18   |
| 3   | Dani Sordo          | Cándido Carrera            | Hyundai i20 N Rally1   | WRC RC1  | 3:12:32.1 | 1:33.0 0:29.8 | 15   |
| 4   | Pierre-Louis Loubet | Vincent Landais            | Ford Puma Rally1       | WRC RC1  | 3:13:08.5 | 2:09.4 0:36.4 | 12   |
| 5   | Kalle Rovanperä     | Jonne Halttunen            | Toyota GR Yaris Rally1 | WRC RC1  | 3:14:01.9 | 3:02.8 0:53.4 | 10+4 |
| 6   | Takamoto Katsuta    | Aaron Johnston             | Toyota GR Yaris Rally1 | WRC RC1  | 3:15:01.7 | 4:02.6 0:59.8 | 8+1  |
| 7   | Gus Greensmith      | Jonas Andersson            | Ford Puma Rally1       | WRC RC1  | 3:16:22.7 | 5:23.6 1:21.0 | 6    |
| 8   | FIA Nikolai Grjasin | FIA Konstantin Alexandrow  | Škoda Fabia Rally2 evo | WRC2 RC2 | 3:18:36.8 | 7:37.7 2:14.1 | 4    |
| 9   | Jan Solans          | Eusebio Rodrigo de Sanjuan | Citroën C3 Rally2      | WRC2 RC2 | 3:19:04.8 | 8:05.7 0:28.0 | 2    |
| 10  | Jari Huttunen       | Mikka Lukka                | Ford Fiesta Rally2     | WRC2 RC2 | 3:19:09.9 | 8:10.8 0:05.1 | 1    |

Insgesamt wurden 46 von 59 gemeldeten Fahrzeugen klassiert.

### WRC2
| Rang   | Fahrer              | Co-Pilot                   | Auto                   | Klasse   | Zeit      | Rückstand Sieger Rückstand V | Punkte |
| ------ | ------------------- | -------------------------- | ---------------------- | -------- | --------- | ---------------------------- | ------ |
| 1 (8)  | FIA Nikolai Grjasin | FIA Konstantin Alexandrow  | Škoda Fabia Rally2 evo | WRC2 RC2 | 3:18:36.8 | 00.0                         | 25     |
| 2 (9)  | Jan Solans          | Eusebio Rodrigo de Sanjuan | Citroën C3 Rally2      | WRC2 RC2 | 3:19:04.8 | 28.0                         | 18     |
| 3 (10) | Jari Huttunen       | Mikko Lukka                | Ford Fiesta Rally2     | WRC2 RC2 | 3:19:09.9 | 33.1 05.1                    | 15     |

### WRC3
| Rang   | Fahrer        | Co-Pilot      | Auto               | Klasse   | Zeit      | Rückstand Sieger Rückstand V | Punkte |
| ------ | ------------- | ------------- | ------------------ | -------- | --------- | ---------------------------- | ------ |
| 1 (25) | Jan Černý     | Tomáš Střeska | Ford Fiesta Rally3 | WRC3 RC3 | 3:44:23.5 | 00:00.0                      | 25     |
| 2 (30) | Zoltán László | Tamás Kürti   | Ford Fiesta Rally3 | WRC3 RC3 | 3:48:47.6 | 04:24.1                      | 18     |

## Wertungsprüfungen
Zeitzone MESZ
| Datum   | Zeit  | Nr.                            | Name                                 | Länge                          | Gewinner                                                                                    | Co-Pilot                                                                | Auto                                        | Zeit                           | Leader           |
| ------- | ----- | ------------------------------ | ------------------------------------ | ------------------------------ | ------------------------------------------------------------------------------------------- | ----------------------------------------------------------------------- | ------------------------------------------- | ------------------------------ | ---------------- |
| 2. Juni | 09:01 | —                              | Olmeda (Shakedown)                   | 3,53 km                        | Thierry Neuville                                                                            | Martijn Wydaeghe                                                        | Hyundai i20 N Rally1                        | 02:15.4                        |                  |
| 2. Juni | 18:08 | WP1                            | Olbia - Cabu Abbas                   | 3,23 km                        | Thierry Neuville                                                                            | Martijn Wydaeghe                                                        | Hyundai i20 N Rally1                        | 02:26.8                        | Thierry Neuville |
| 3. Juni | 07:01 | WP2                            | Terranova 1                          | 14,19 km                       | Elfyn Evans                                                                                 | Scott Martin                                                            | Toyota GR Yaris Rally1                      | 09:22.7                        | Elfyn Evans      |
| 3. Juni | 08:01 | WP3                            | Monti di Alà e Buddusò 1             | 24,70 km                       | Esapekka Lappi                                                                              | Jane Ferm                                                               | Toyota GR Yaris Rally1                      | 15:06.4                        | Esapekka Lappi   |
| 3. Juni | 09:46 | WP4                            | Terranova 2                          | 14,19 km                       | Dani Sordo                                                                                  | Cándido Carrera                                                         | Hyundai i20 N Rally1                        | 09:08.3                        | Ott Tänak        |
| 3. Juni | 10:46 | WP5                            | Monti di Alà e Buddusò 2             | 24,70 km                       | Dani Sordo                                                                                  | Cándido Carrera                                                         | Hyundai i20 N Rally1                        | 14:49.2                        | Ott Tänak        |
| 3. Juni | 13:35 | Service Park Alghero (40 Min.) | Service Park Alghero (40 Min.)       | Service Park Alghero (40 Min.) | Service Park Alghero (40 Min.)                                                              | Service Park Alghero (40 Min.)                                          | Service Park Alghero (40 Min.)              | Service Park Alghero (40 Min.) | Ott Tänak        |
| 3. Juni | 15:18 | WP6                            | Osilo - Tergu 1                      | 14,63 km                       | Ott Tänak                                                                                   | Martin Järveoja                                                         | Hyundai i20 N Rally1                        | 09:29.7                        | Ott Tänak        |
| 3. Juni | 16:01 | WP7                            | Sedini - Castelsardo 1               | 13,26 km                       | Esapekka Lappi                                                                              | Jane Ferm                                                               | Toyota GR Yaris Rally1                      | 09:54.7                        | Esapekka Lappi   |
| 3. Juni | 17:48 | WP8                            | Osilo - Tergu 2                      | 14,63 km                       | abgesagt                                                                                    | abgesagt                                                                | abgesagt                                    |                                | Esapekka Lappi   |
| 3. Juni | 18:31 | WP9                            | Sedini - Castelsardo 2               | 13,28 km                       | abgesagt                                                                                    | abgesagt                                                                | abgesagt                                    |                                | Esapekka Lappi   |
| 3. Juni | 20:11 | Service Park Alghero (45 Min.) | Service Park Alghero (45 Min.)       | Service Park Alghero (45 Min.) | Service Park Alghero (45 Min.)                                                              | Service Park Alghero (45 Min.)                                          | Service Park Alghero (45 Min.)              | Service Park Alghero (45 Min.) | Esapekka Lappi   |
| 4. Juni | 05:15 | Service Park Alghero (15 Min.) | Service Park Alghero (15 Min.)       | Service Park Alghero (15 Min.) | Service Park Alghero (15 Min.)                                                              | Service Park Alghero (15 Min.)                                          | Service Park Alghero (15 Min.)              | Service Park Alghero (15 Min.) | Esapekka Lappi   |
| 4. Juni | 07:36 | WP10                           | Tempio Pausania 1                    | 12,03 km                       | Ott Tänak                                                                                   | Martin Järveoja                                                         | Hyundai i20 N Rally1                        | 09:57.9                        | Ott Tänak        |
| 4. Juni | 08:36 | WP11                           | Erula - Tula 1                       | 15,27 km                       | Ott Tänak                                                                                   | Martin Järveoja                                                         | Hyundai i20 N Rally1                        | 11:34.7                        | Ott Tänak        |
| 4. Juni | 10:31 | WP12                           | Tempio Pausania 2                    | 12,03 km                       | Craig Breen                                                                                 | Paul Nagle                                                              | Ford Puma Rally1                            | 09:52.7                        | Ott Tänak        |
| 4. Juni | 11:31 | WP13                           | Erula - Tula 2                       | 15,27 km                       | Ott Tänak                                                                                   | Martin Järveoja                                                         | Hyundai i20 N Rally1                        | 11:26.2                        | Ott Tänak        |
| 4. Juni | 13:38 | WP14                           | Coiluna - Loelle 1                   | 21,60 km                       | Ott Tänak                                                                                   | Martin Järveoja                                                         | Hyundai i20 N Rally1                        | 13:44.6                        | Ott Tänak        |
| 4. Juni | 14:46 | WP15                           | Monte Lerno di Pattada 1             | 17,01 km                       | Ott Tänak                                                                                   | Martin Järveoja                                                         | Hyundai i20 N Rally1                        | 11:26.7                        | Ott Tänak        |
| 4. Juni | 16:08 | WP16                           | Coiluna - Loelle 2                   | 21,60 km                       | Ott Tänak                                                                                   | Martin Järveoja                                                         | Hyundai i20 N Rally1                        | 13:29.9                        | Ott Tänak        |
| 4. Juni | 17:16 | WP17                           | Monte Lerno di Pattada 2             | 17,01 km                       | Dani Sordo                                                                                  | Cándido Carrera                                                         | Hyundai i20 N Rally1                        | 11:18.3                        | Ott Tänak        |
| 4. Juni | 19:30 | Service Park Alghero (45 Min.) | Service Park Alghero (45 Min.)       | Service Park Alghero (45 Min.) | Service Park Alghero (45 Min.)                                                              | Service Park Alghero (45 Min.)                                          | Service Park Alghero (45 Min.)              | Service Park Alghero (45 Min.) | Ott Tänak        |
| 5. Juni | 07:00 | Service Park Alghero (15 Min.) | Service Park Alghero (15 Min.)       | Service Park Alghero (15 Min.) | Service Park Alghero (15 Min.)                                                              | Service Park Alghero (15 Min.)                                          | Service Park Alghero (15 Min.)              | Service Park Alghero (15 Min.) | Ott Tänak        |
| 5. Juni | 08:10 | WP18                           | Cala Flumini 1                       | 12,55 km                       | Ott Tänak                                                                                   | Martin Järveoja                                                         | Hyundai i20 N Rally1                        | 08:30.2                        | Ott Tänak        |
| 5. Juni | 09:08 | WP19                           | Sassari - Argentiera 1               | 7,10 km                        | Thierry Neuville                                                                            | Martijn Wydaeghe                                                        | Hyundai i20 N Rally1                        | 05:07.9                        | Ott Tänak        |
| 5. Juni | 11:00 | WP20                           | Cala Flumini 2                       | 12,55 km                       | Ott Tänak                                                                                   | Martin Järveoja                                                         | Hyundai i20 N Rally1                        | 08:23.2                        | Ott Tänak        |
| 5. Juni | 12:18 | WP21                           | Sassari - Argentiera 2 (Power Stage) | 7,10 km                        | 1. Thierry Neuville 2. Kalle Rovanperä 3. Elfyn Evans 4. Esapekka Lappi 5. Takamoto Katsuta | Martijn Wydaeghe Jonne Halttunen Scott Martin Janne Ferm Aaron Johnston | Hyundai i20 N Rally1 Toyota GR Yaris Rally1 | 05:01.0                        | Ott Tänak        |